# Großenhül

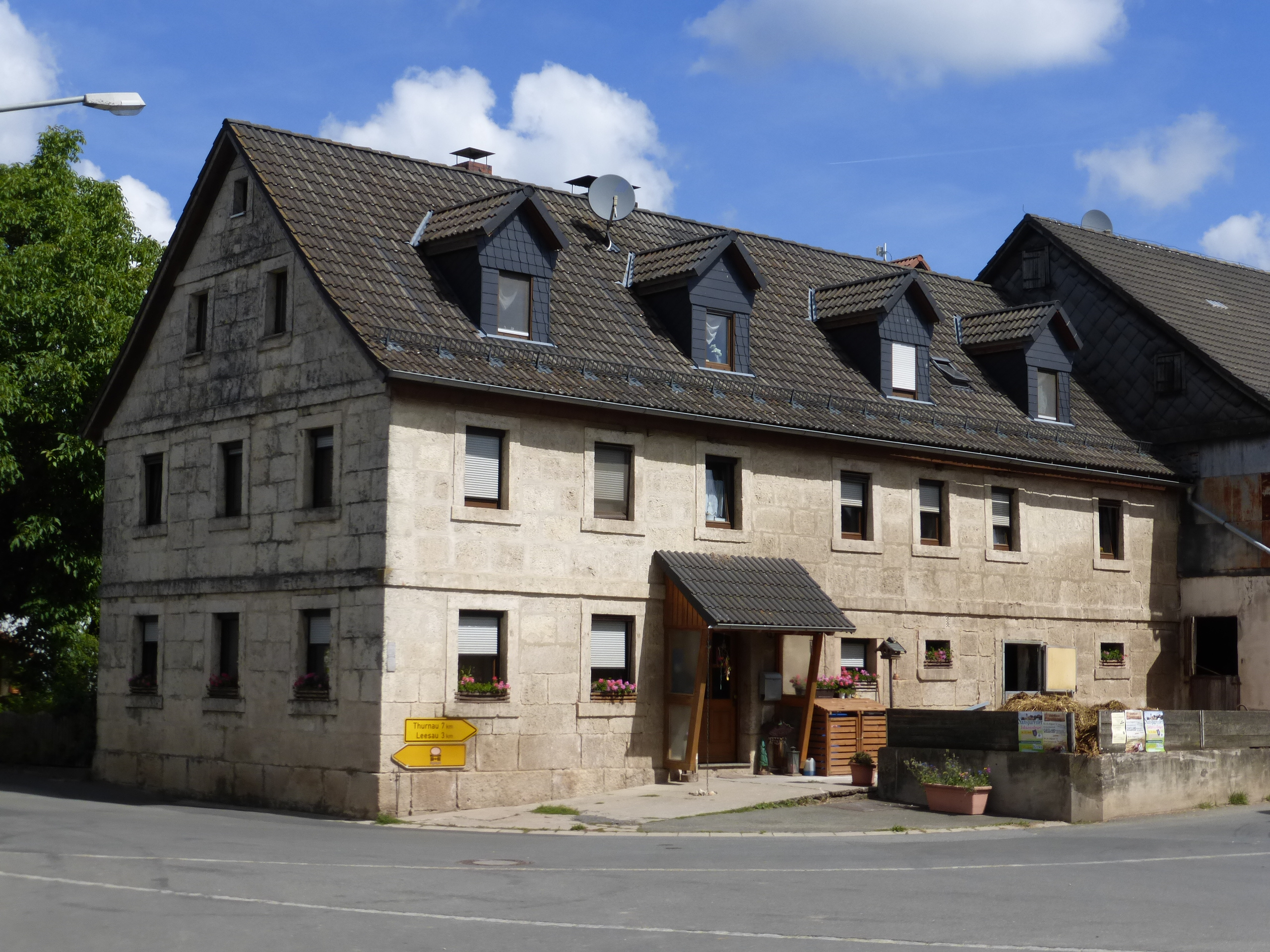
Wohnstallhaus „Großenhül 5“

Großenhül (oberfränkisch: Grußnhül) ist ein Gemeindeteil des Marktes Wonsees im Landkreis Kulmbach (Oberfranken, Bayern). Großenhül liegt in der Gemarkung Sanspareil.

## Geografie
Das Dorf Großenhül liegt auf einer Hochebene, die zum Einzugsgebiet der Wiesent gehört und im nordöstlichsten Teil der Fränkischen Schweiz liegt. Die Nachbarorte sind Leesau im Nordosten, Kleinhül im Süden, Sanspareil im Westen und Schirradorf im Nordwesten. Das Dorf ist vom drei Kilometer entfernten Wonsees aus über die Kreisstraße KU 8 erreichbar.

## Geschichte
Der Ort wurde um 1388 als „Großenhull“ erstmals urkundlich erwähnt. Der Ortsname leitet sich von hul(i)wa ab (ahd. für stehendes Gewässer, heute noch gebräuchlich, siehe Hüle).
Mit dem Gemeindeedikt wurde Großenhül dem 1811 gebildeten Steuerdistrikt Wonsees und der 1818 gebildeten Ruralgemeinde Sanspareil, zugewiesen. Am 1. Juli 1972 wurde Großenhül im Zuge der Gebietsreform in Bayern in den Markt Wonsees eingegliedert.

## Baudenkmäler
Baudenkmäler sind ein Wohnstallhaus und ein Grenzstein auf dem Fuhrweg nach Leesau.